# Battaglia di Höchstädt (1703)
La prima battaglia di Höchstädt fu combattuta il 20 settembre 1703 a Höchstädt sul Danubio nel corso della guerra di successione spagnola fra le truppe austro-prussiane comandate dal generale conte di Limburg-Stirum e quelle franco-bavaresi del maresciallo di Francia Claude Louis Hector de Villars.

## Antefatti
Il 5 settembre 1703 le truppe austriache, al comando del margravio Luigi Guglielmo di Baden-Baden, occuparono a sorpresa la città neutrale di Augusta. In questo modo egli poteva minacciare direttamente il principato della Baviera da ovest.
Il generale francese Claude Louis Hector de Villars ed il principe elettore di Baviera Massimiliano Emanuele seguirono il nemico ma non osarono attaccarlo nella sua posizione fortificata di Augusta. A nord del Danubio, presso Haunsheim, il margravio aveva lasciato un Corpo militare di 16 000 uomini al comando del conte di Limburg-Stirum. Questo corpo, consistente di 26 battaglioni e 48 squadroni incominciò il 18 settembre ad avanzare verso est. Esso raggiunse tre giorni dopo la cittadina di Höchstädt. Non appena il generale Villars ed il principe elettore bavarese si accorsero di questo spostamento, posero immediatamente le loro truppe, stanziate a sud di  Donauwörth, in marcia ed attraversarono il Danubio per attaccare, con i loro 17 000 uomini, Stirum da est, mentre le truppe del francese Korps d'Usson, forte di 7 000 uomini e stanziato a Dillingen, dovevano prendere il nemico alle spalle.

## Svolgimento della battaglia
L'ampia manovra di aggiramento tuttavia non ebbe immediato successo, poiché il Korps d'Usson attaccò troppo presto e fu sopraffatto dalla superiorità numerica delle truppe del conte Stirum. Tuttavia il nucleo principale delle truppe al comando del Villars e del principe elettore di Baviera giunse in tempo a rovesciare le sorti della battaglia, colpendo l'esercito del conte Stirum prima che potesse ritirarsi occupando una nuova posizione.
Il conte Stirum dovette ringraziare solo la resistenza dei 6 000 uomini della forte retroguardia prussiana, al comando del principe Leopoldo di Anhalt-Dessau, se egli con la restante parte dell'armata riuscì a raggiungere la città fortificata di Nördlingen.

## Conseguenze
Le perdite dell'esercito imperiale ammontarono a circa 4 000 uomini, in gran parte presi prigionieri. 37 cannoni e quasi l'intero equipaggiamento dell'armata caddero nelle mani franco-bavaresi, le cui perdite ammontarono a circa 1 000 effettivi, fra morti e feriti.